# Gigantotheca maxima
Gigantotheca maxima is een hydroïdpoliep uit de familie Sertulariidae. De poliep komt uit het geslacht Gigantotheca. Gigantotheca maxima werd in 2003 voor het eerst wetenschappelijk beschreven door Vervoort & Watson. 